# Wilhelm Neudecker
Wilhelm Neudecker (Straubing, 24 de octubre de 1913 - Múnich, 24 de diciembre de 1993) fue un empresario alemán, conocido por haber sido presidente del Bayern de Múnich desde 1962 hasta 1979. Bajo su mandato, el equipo bávaro se convirtió en una de las potencias del fútbol alemán al conquistar cuatro Bundesligas, cuatro Copas de Alemania y tres Copas de Europa. Posteriormente ejercería la presidencia del comité de liga de la Federación Alemana entre 1975 y 1986.

## Biografía
Neudecker nació en Straubing, Baviera (Alemania) en 1913. Antes de dedicarse a la gestión deportiva, trabajaba en el sector inmobiliario y se ocupó de numerosas obras para reconstruir la capital bávara después de la Segunda Guerra Mundial, entre ellas la Catedral de Nuestra Señora de Múnich, por lo que era uno de los hombres más influyentes del estado federado.
En 1962 fue elegido presidente del Bayern de Múnich en sustitución de Roland Endler. En el momento de asumir el cargo, la entidad se encontraba endeudada y no había conseguido clasificarse para la temporada inaugural de la Bundesliga, quedando a la sombra del rival 1860 Múnich. Para revertir esa situación, el presidente diseñó un ambicioso plan de profesionalización cuya medida más importante fue la creación de la primera dirección deportiva del país, encomendada al técnico Robert Schwan. El nuevo responsable se encargó de convencer a jóvenes promesas de otros clubes bávaros para jugar por el Bayern, entre ellos las futuras estrellas Sepp Maier, Gerd Müller, Schwarzenbeck y Franz Beckenbauer. Además, Neudecker contrató como entrenador a Zlatko Čajkovski, introdujo las primas por título e impulsó la reforma de la ciudad deportiva de Säbener Strasse.
El Bayern debutó en la máxima categoría en la temporada 1965-66, con un tercer puesto en liga y la consecución de la Copa de Alemania. Gracias a ese triunfo se clasificaron para la Recopa de Europa de 1967 y la ganaron en la final contra el Glasgow Rangers. Por otro lado, la primera Bundesliga no llegaría hasta la campaña 1968-69, ya bajo las órdenes de Branko Zebec.
El plan dio sus frutos en la década de 1970. El Bayern comandado por Udo Lattek y con jugadores de la talla de Beckenbauer, Uli Hoeness, Paul Breitner y Rummenigge se proclamó campeón de la liga alemana durante tres temporadas consecutivas, y después repetiría esa hazaña con tres Copas de Campeones de Europa que les consolidarían en la escena internacional. La estrategia tenía un alto coste para mantener a sus estrellas e incluía arriesgadas inversiones como el fichaje de Jupp Kapellmann por un millón de marcos, récord en aquella época. No obstante, a nivel deportivo supuso que Alemania alzara la Copa Mundial de 1974 con seis titulares del Bayern en la final.
La salida de Beckenbauer en 1977 marcó el final de ciclo de aquel Bayern, inmerso en una crisis de resultados. Después de haberse enfrentado a miembros de la junta directiva, al entrenador y a la plantilla, Neudecker presentó su dimisión en 1979. Desde entonces se dedicaría a presidir el comité de liga de la Federación Alemana de Fútbol, cargo que ostentaría desde 1975 hasta jubilarse en 1986.

## Palmarés

### Campeonatos nacionales
- Bundesliga (4): 1968-69, 1971-72, 1972-73, 1973-74
- Copa de Alemania (4): 1966, 1967, 1969, 1971

### Campeonatos internacionales
- Copa de Europa (3): 1973-74, 1974-75, 1975-76
- Recopa de Europa de la UEFA (1): 1966-67
- Copa Intercontinental (1): 1976

## Distinciones
- Gran Cruz de la Orden del Mérito de la República Federal de Alemania (1978)